# Tipula meridiana
Tipula meridiana är en tvåvingeart som beskrevs av Doane 1912. Tipula meridiana ingår i släktet Tipula och familjen storharkrankar. Inga underarter finns listade i Catalogue of Life.